# Municipalità regionale della contea di Le Granit
La municipalità regionale di contea di Le Granit è una municipalità regionale di contea del Canada, localizzata nella provincia del Québec, nella regione di Estrie.
Il suo capoluogo è Lac-Mégantic.

## Suddivisioni
City e Town
- Lac-Mégantic

Municipalità
- Audet
- Courcelles
- Frontenac
- Lac-Drolet
- Lambton
- Milan
- Nantes
- Notre-Dame-des-Bois
- Piopolis
- Saint-Ludger
- Saint-Robert-Bellarmin
- Saint-Romain
- Saint-Sébastien
- Sainte-Cécile-de-Whitton
- Stornoway

Parrocchie
- Saint-Augustin-de-Woburn
- Val-Racine

Township
- Marston
- Stratford